# Cratere Bahloo
Bahloo è un cratere sulla superficie di Iperione.